# Landštejn
Landštejn (dříve také Lanštýn, nebo Landštýn) je zřícenina hradu v oblasti zvané Česká Kanada. Stojí v nadmořské výšce 656 metrů na vrcholu návrší nad stejnojmennou osadou asi tři kilometry severozápadně od Starého Města pod Landštejnem v okrese Jindřichův Hradec.
Hrad má románské jádro, které bylo výrazně rozšířeno v období pozdní gotiky a renesance. Roku 1771 byl zničen požárem a opuštěn. V poslední třetině dvacátého století proběhla jeho rozsáhlá, ale z památkového hlediska necitlivá rekonstrukce, která znemožnila poznání některých fází stavebního vývoje hradu. Zřícenina je chráněna jako kulturní památka. Objekt je ve správě Národního památkového ústavu (územní památková správa v Českých Budějovicích).

## Historie

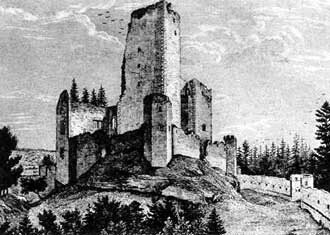
Landštejn na rytině z roku 1847

Po bojích římskoněmeckého krále Jindřicha III. za pomoci markraběte Vojtěcha Babenberského s českým knížetem Břetislavem I. připadlo území rozkládající se mezi řekami Dunaj, Kaja a Dyje k Východní marce, přičemž Dyje tvořila vojenskou hranici mezi Moravou a Východní markou. Správu hradu Rakous (Raabs an der Thaya) svěřil z titulu zeměpána král Jindřich III. norimberským purkrabím, kteří byli pověřeni kolonizací neosídlených oblastí směrem na Slavonice a Novou Bystřici. Ve službách hrabat z Raabsu se na kolonizaci území významně podílel rod jejich ministeriálů pánů Zöbingenů, zejména Wichard von Zöbing I. (1182–1209) a jeho synové Jindřich II. (1209–1230) a Wichard II. († 1232), využívající na hranici hrad v Pomezí. Hrad Landštejn byl pravděpodobně založen králem Přemyslem Otakarem I. jako jeho protiváha.
Dědičkou Wicharda II. († 1232) byla jeho dcera Margarethe von Zöbing, provdaná za salcburského ministeriála Karla z Gutratu. Manželé spravovali část Wichardova majetku ještě před jeho smrtí. Dne 2. dubna 1231 na hradě Senftenbergu potvrdila Margareta johanitům z Mailbergu donaci benefice v dolnorakouské vsi Harras, které johanitům darovala už Margaretina babička Juta von Mindbach-Senftenberg. Donaci ve svědecké řadě potvrdil svým podpisem a pečetí se třemi leknínovými listy (pánů z Tyrnau/Unterthürnau) též Hartleb z Landštejna. Hartleb z Landštejna se ve službách krále Přemysla Otakara II. nacházel již v roce 1222, kdy svědčil se svým bratrem jako znojemský purkrabí králi při potvrzení daru olomoucké komendě řádu německých rytířů. Po sňatku Přemysla Otakara II. s rakouskou vévodkyní Markétou Babenberskou se sporné pohraniční území stalo vnitrozemským a po vymření rodu Zöbingenů byl hrad v Pomezí opuštěn.

### Páni z Landštejna

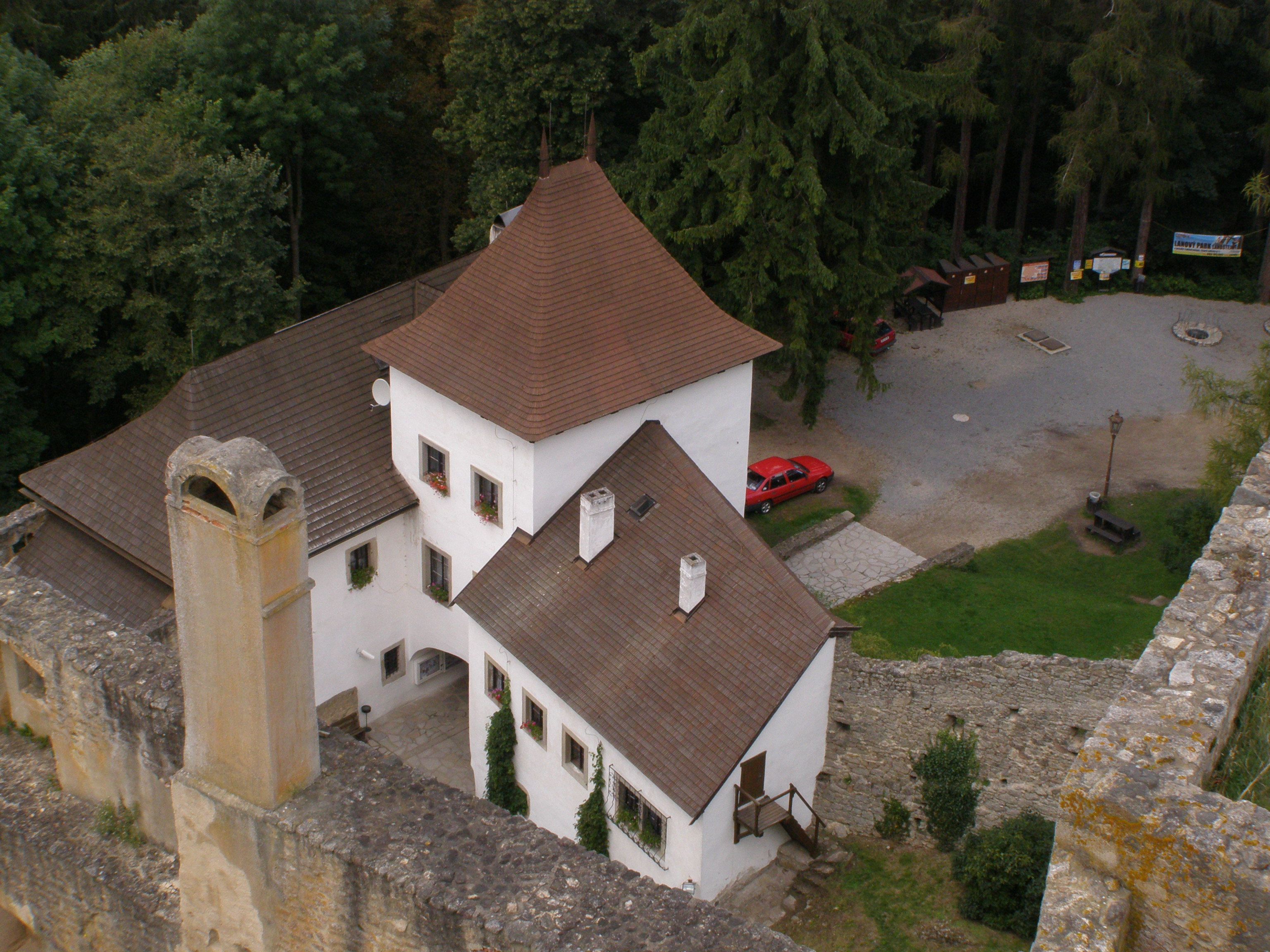
První brána s novodobou věží

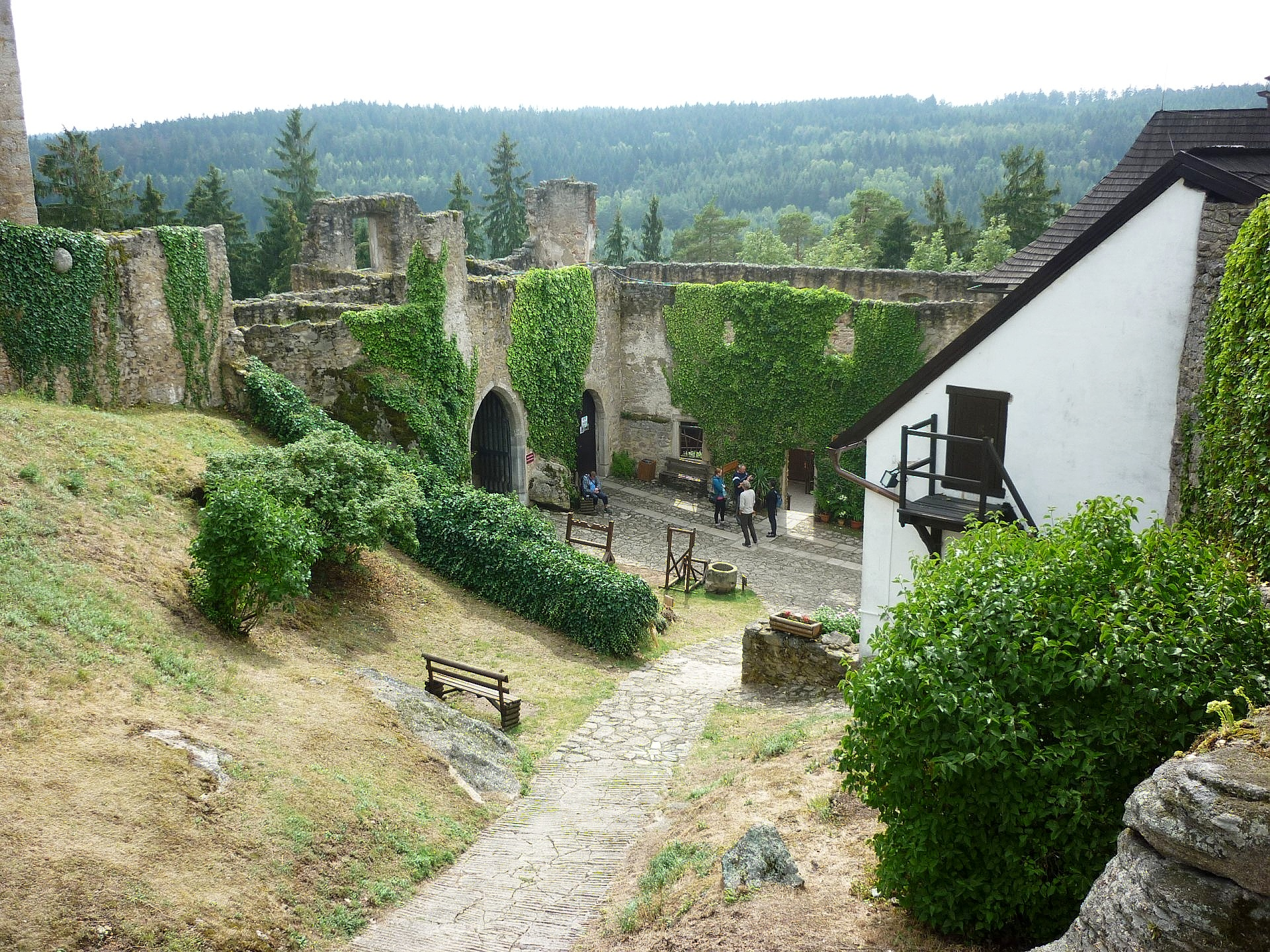
Druhá brána

Vítkovci pravděpodobně nejprve zastávali funkci kastelánů, ale později hrad přešel do jejich soukromého držení. Prvním doloženým zástupcem rodu, který používal predikát z Landštejna byl Oldřich z třeboňské větve rodu. Další členové rodu se podle hradu označovali jako pánové z Landštejna. Z nich je v letech 1261–1282 doložen Sezema z Landštejna a mezi roky 1302 až 1311 Vítek z Landštejna, syn Ojíře z Lomnice.
Páni z Landštejna patřili mezi přední českou šlechtu. Vítek z Landštejna stál po smrti krále Václava III. na straně Elišky Přemyslovny, roku 1307 se podílel na obraně Znojma a v roce 1310 na bojích s míšeňskou posádkou Pražského hradu. Dalším příslušníkem rodu byl Vilém z Landštejna, purkrabí na Hluboké, kterému kromě dalších panství patřily také Třeboň, Lomnice a Nové Hrady. Stál na straně panstva nespokojeného s vládou krále Jana Lucemburského. Panovník na konci roku 1317 vypravil proti Landštejnu vojsko, které vyplenilo řadu vesnic, ale po zásahu Vilémova příbuzného, Petra z Rožmberka, muselo odtáhnout. V následujícím roce se však oba s králem smířili. Vilém však přijal lenní závazek na svá panství, který měl trvat do konce jeho života, a od roku 1319 krále doprovázel při jeho válečných výpravách. Později se dostal do ozbrojeného střetu s Jindřichem z Hradce o průběh obchodní trasy z Rakouska do Čech. Cesta původně vedle kolem Landštejna, ale Jindřich ji odklonil přes Bystřici. Přestože do sporu zasáhl král Karel IV., došlo mezi oběma příbuznými k souboji, ve kterém byl Vilém zřejmě raněn, a svým zraněním roku 1356 podlehl. Landštejnskou část panství zdědil Vilémův syn Litold z Landštejna, kterému patřil až do roku 1369. Po něm hrad získal neznámým způsobem král Václav IV.

### Krajířové zKrajku
Roku 1381 dostal od krále Landštejn a okolní panství Konrád Krajíř z Krajku. Jeho syn Lipold z Krajku stál během husitských válek na katolické straně a ovládal České Budějovice. Roku 1420 spolu s Albrechtem Habsburským neúspěšně obléhal Tábor. V odvetě za to Jan Žižka dobyl novobystřický hrad i s městem, kde zajal Lipoldovu manželku a děti. Oblehl také nově opevněný Landštejn, ale není jisté, jestli se mu jej podařilo dobýt. Řada archeologických nálezů dokládá intenzívní boje, během kterých část hradu vyhořela. Jeho syn Volfgang z Krajku, který naopak stál na straně podobojí, nechal hrad přestavět v pozdněgotickém slohu. Další Krajířové zesílili hradní opevnění. Posledním zástupcem rodu se na Landštejně stal Zdeněk II., který po své smrti v roce 1577 zanechal panství ve velkých dluzích. Vdova Anna, rozená z Biberštejna, vedla se svou nevlastní dcerou spor o splácení dluhů, a proto panství v roce 1579 prodaly.

### Od 16. století do roku 1945

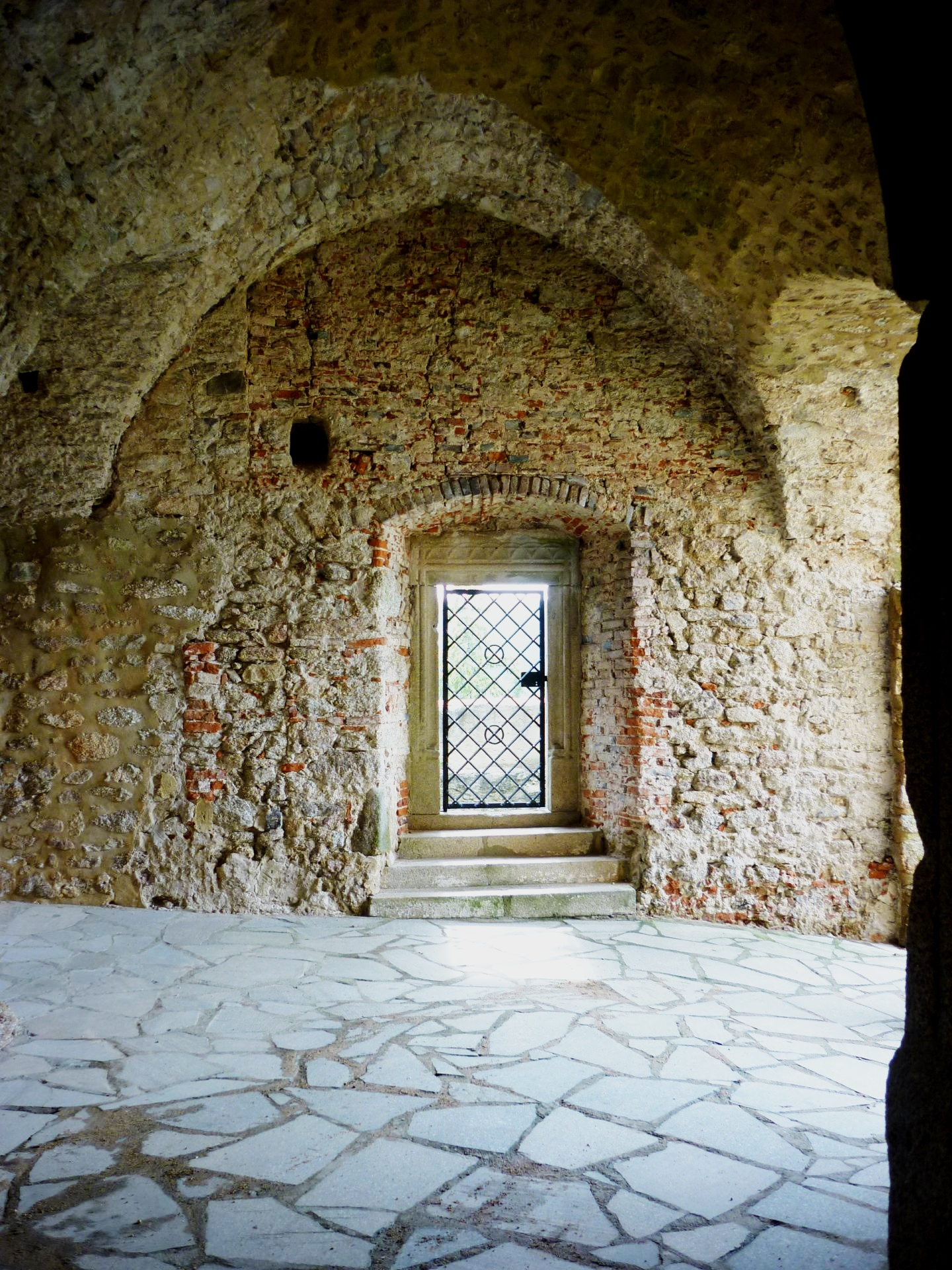
Průjezd třetí brány

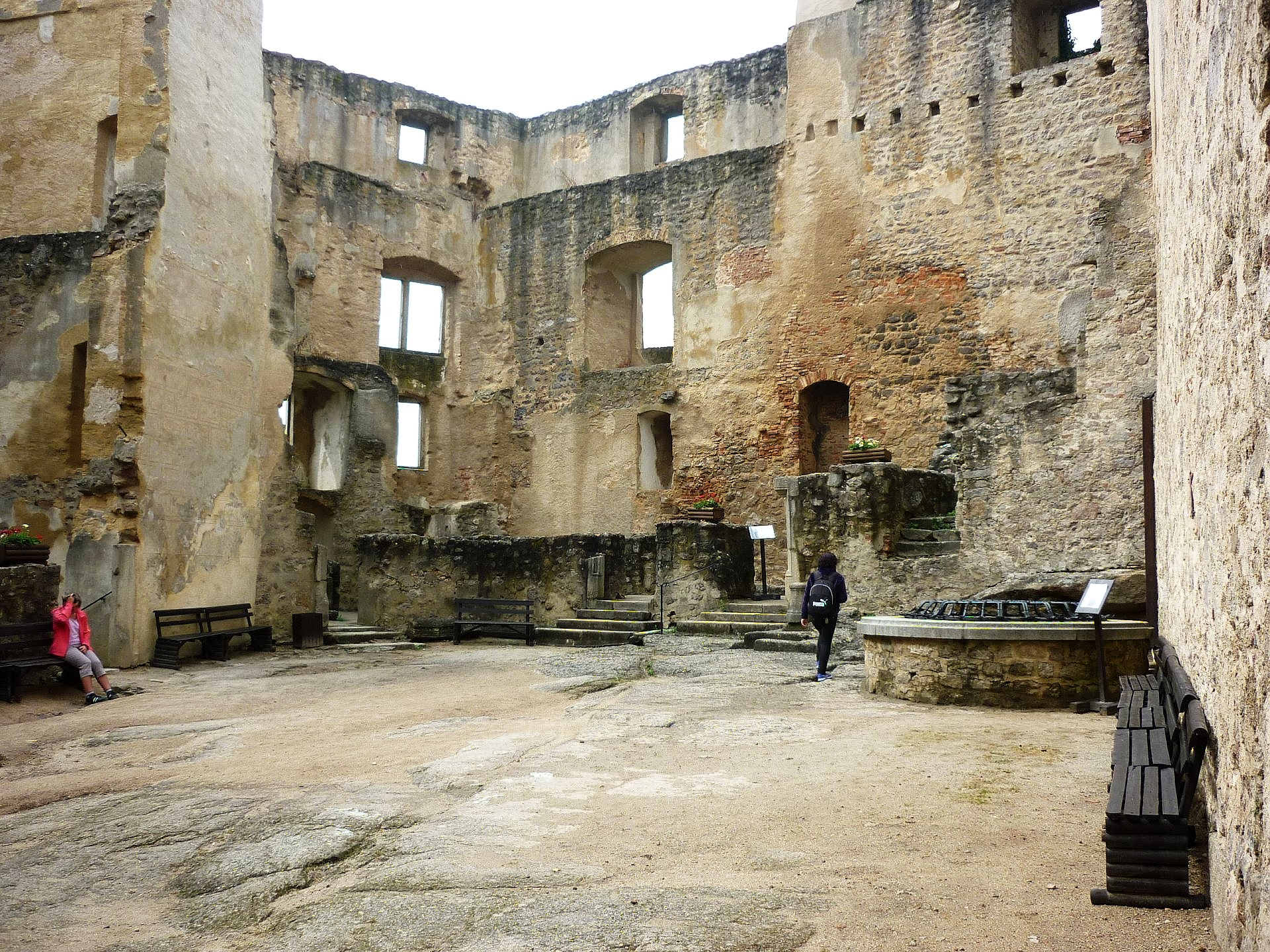
Nádvoří

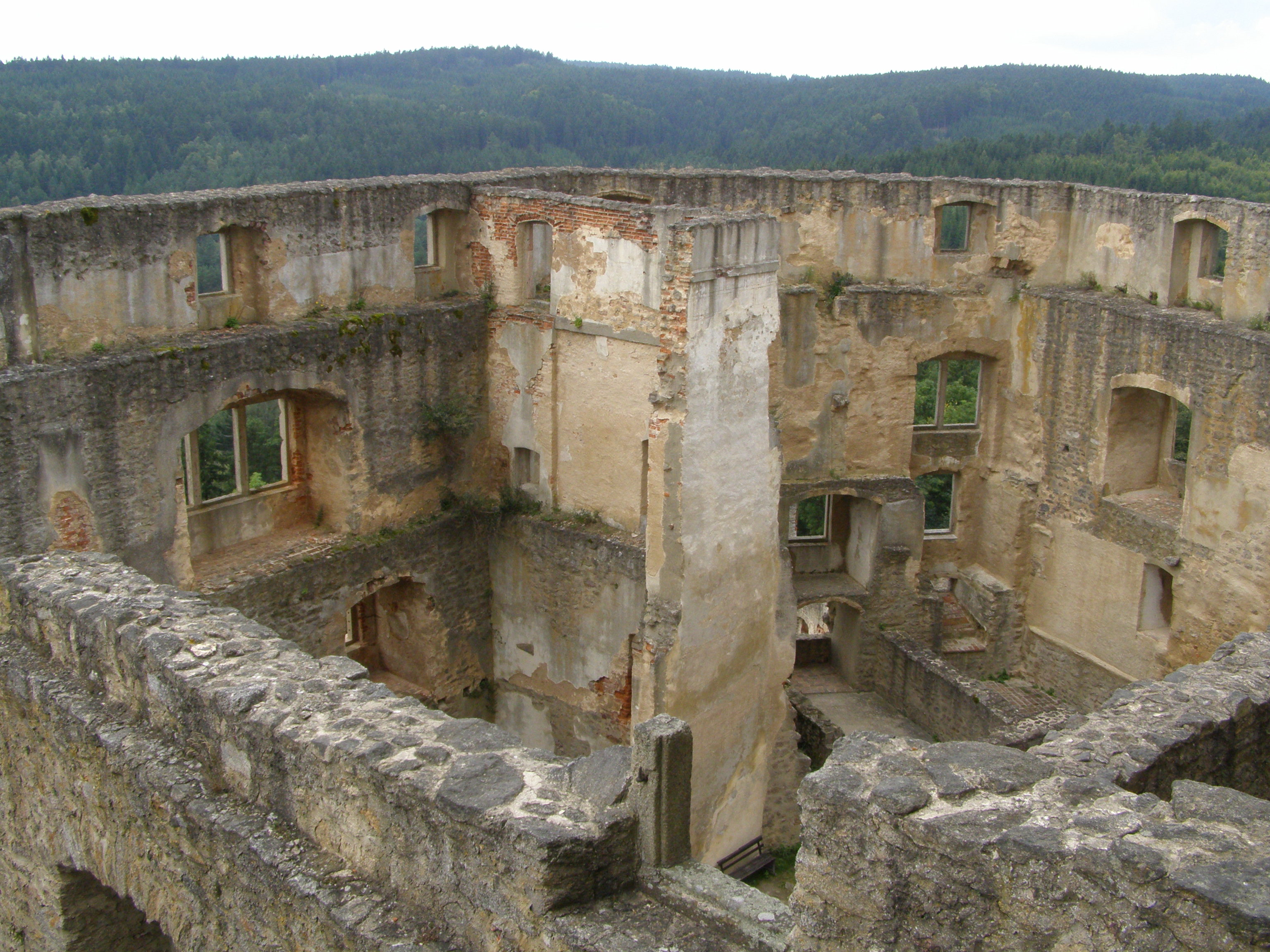
Paláce

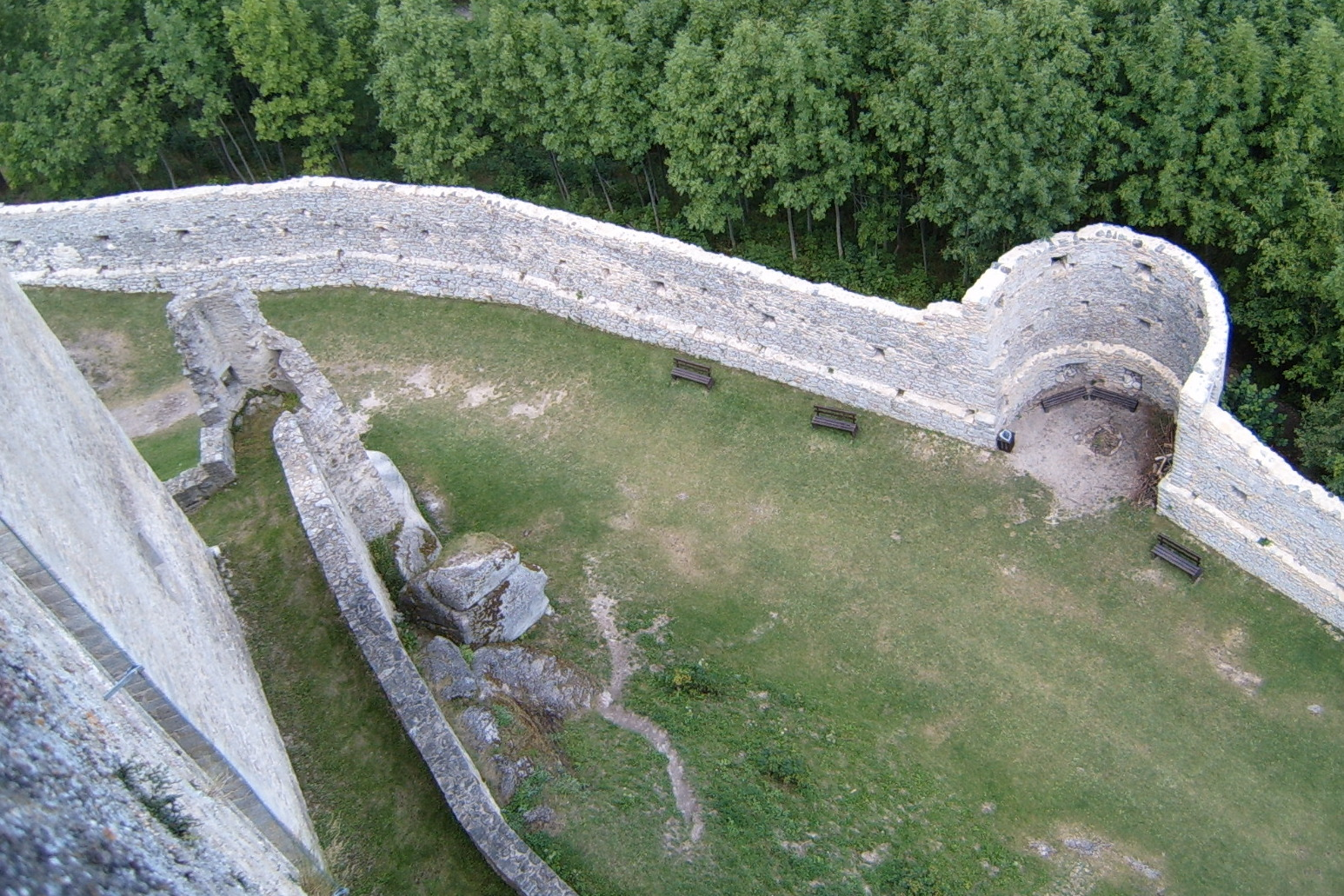
Severní bašta parkánu a polookrouhlá východní bašta vnějšího opevnění

Od Krajířů hrad koupil Rakušan Štěpán z Eicinku, který jej prodal jihlavskému měšťanu Davidovi Neumaierovi. Jeho syn se během stavovského povstání postavil na stranu stavů, a na hrad umístil jejich posádku. Ještě v roce 1618 vedl Jindřich Duval Dampierre vojsko, které se pokusilo hrad dobýt. To se povedlo až o rok později císařskému generálovi, hraběti Boquoyovi, který posádku vyhladověl, a přinutil ji, aby se vzdala. Zkonfiskované panství potom koupil hejtman Jakub Kecl z Rotendorfu, ale obchod byl vzápětí zrušen králem Ferdinandem II. Novými majiteli se stali bratři Maxmilián a Ferdinand Mohrové z Lichtenegga. Další majitelé se v sedmnáctém století rychle střídali. Byli to Jakub Khuen z Belasy (1639), hrabě Humprecht Jan Černín (1668–1683) a jeho syn Tomáš Zachariáš. Od něj panství koupil generál Ferdinand Arnošt z Herbersteina, jehož potomkům panství zůstalo až do roku 1816, kdy zemřel poslední příslušník rodu, hrabě Josef Herberstein. Po jeho smrti probíhaly dlouhé spory o dědictví, takže dalším majitelem se stal teprve roku 1846 baron Ferdinand Sternbach.
Někdy v šedesátých letech sedmnáctého století do hradu udeřil blesk a srazil nároží jedné z románských věží. Další požár hrad postihl roku 1771, po kterém již nebyl obnoven a zříceninu začali lidé z okolí rozebírat na stavební materiál. Jeden z gotických krbů byl převezen na zámek v Třešti.

### Od roku 1945 do roku 1990
Roku 1945 byla zřícenina hradu zkonfiskována poslednímu majiteli z rodu Sternbachů a dále chátrala. Začátkem šedesátých let dvacátého století se skupinky dobrovolníků z okolí rozhodly zříceninu částečně vyčistit. V roce 1972 začala rozsáhlá rekonstrukce celé stavby, ale pro návštěvníky byl hrad zpřístupněn až v roce 1990.

## Stavební podoba
Ve své první fázi měl hrad pětiboký půdorys vymezený hradbou. V severním a východním nároží stály čtverhranné věže. Do hradu se vstupovalo z jihovýchodu kulisovou branou v hradbě pod východní věží, která plnila funkci bergfritu. Severní věž byla obytná a v jejímž patře se nachází malá tribunová kaple s apsidou v síle zdi, přístupná během komentovaných prohlídek. Přímo do kaple i na její tribunu se vstupovalo z paláce, který vyplňoval prostor mezi oběma věžemi. Dochovala se z něj vnější zeď s konzolami, které nesly komunikační ochoz. Malá stavba pravděpodobně stála také v jižním nároží.
Způsob dalšího rozšiřování hradu je nejistý. Někdy v průběhu čtrnáctého století bylo opevnění rozšířeno o parkán a přibylo předhradí. U vnější strany jihovýchodní hradby byla postavena nová obytná věž a nejpozději ve stejné době vznikla nová brána v jihozápadní hradbě. Původní byla zazděna.
Za Krajířů z Krajku hrad získal dochovaný rozsah. Zcela přestavěn byl starý palác mezi věžemi a nádvoří postupně obklopila další palácová křídla. Během renesance byly upraveny zejména obytné prostory a paláce získaly sgrafitové omítky. Výrazně bylo rozšířeno také opevnění. Na návrší před hradem, ze kterého mohli případní obléhatelé hrad ohrožovat palbou z děl, byla postavena předsunutá bašta. Jediným jejím viditelným zbytkem je příkop.
V severním a východním nároží parkánu byly postaveny polygonální bašty. Hradba předhradí na jihozápadní straně byla chráněna třemi otevřenými polookrouhlými baštami. Její korunu lemovalo cimbuří. Do předhradí se vcházelo dvojicí věžových bran. Na zbývajících stranách hrad chránil příkop a před ním ještě val. Na jeho koruně byla okolo roku 1520 postavena nová hradba se střeleckým ochozem, kterou zesilovala dvojice polookrouhlých otevřených bašt. Hradba se na severozápadě napojuje na novou první bránu, která sousedí s rozměrnou hospodářskou budovou. Přes svůj rozsah však nebylo opevnění příliš kvalitní, zejména protože hradby byly slabé. Jediným jeho progresívním prvkem byla polygonální zemní bašta, která se připojovala k vnějšímu opevnění na jihovýchodní straně.
Pod jádrem se nachází rozsáhlé, avšak v důsledku rekonstrukce nepřístupné sklepy. Původní studna se nacházela poblíž západní hradby, ale později ji nahradila nová, 27 metrů hluboká studna na nádvoří. V roce 1495 byla ve východním palácovém křídle vystavěna nová hradní kaple zasvěcená svatému Jiří.

## Turistika
Přímo kolem hradu vede silnice III/1513. Na ní se pod zříceninou nachází parkoviště, u kterého je také východiště turisticky značených tras. Vede tudy červeně značená trasa ze Slavonic do Kunžaku, modře značená trasa z Českého Rudolce do Nové Bystřice a končí zde žlutá trasa z Blažejova u Jindřichova Hradce.
Hrad je přístupný v návštěvních hodinách. V období od května do září je otevřen denně s výjimkou pondělí a během dubna a října jen o víkendech a státních svátcích. V rámci prohlídky hradu je přístupná hranolová hradní věž zvaná Velká, na kterou vede dřevěné schodiště. Z terasy na vrcholu věže je kruhový výhled. Směrem na jih mohou být vidět 140 km vzdálené vrcholky dolnorakouských Alp: Grosser Ötscher a Dürrenstein.

### Návštěvnost
| Rok  | Počet návštěvníků |
| ---- | ----------------- |
| 2005 | 47 857            |
| 2006 | 47 896            |
| 2007 | 49 177            |
| 2008 | 45 722            |
| 2009 | 42 466            |
| 2010 | 40 156            |
| 2011 | 42 095            |
| 2012 | 38 290            |
| 2013 | 33 816            |
| 2014 | 35 578            |
| 2015 | 36 837            |
| 2016 | 49 742            |
| 2017 | 54 936            |
| 2018 | 58 452            |
| 2019 | 55 782            |
| 2020 | 52 731            |
| 2021 | 51 214            |
| 2022 | 39 610            |
| 2023 | 38 734            |
| 2024 | 35 482            |

Hrad Landštejn je sedmým nejnavštěvovanějším objektem ze čtrnácti kulturních památek ve správě Národního památkového ústavu v Jihočeském kraji; za rok jej typicky navštíví 40–50 tisíc návštěvníků.